# Gisela Steineckert

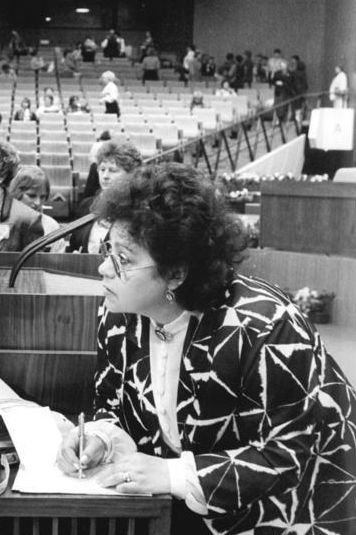
Gisela Steineckert während des XII. DFD-Bundeskongresses 1987 im Palast der Republik

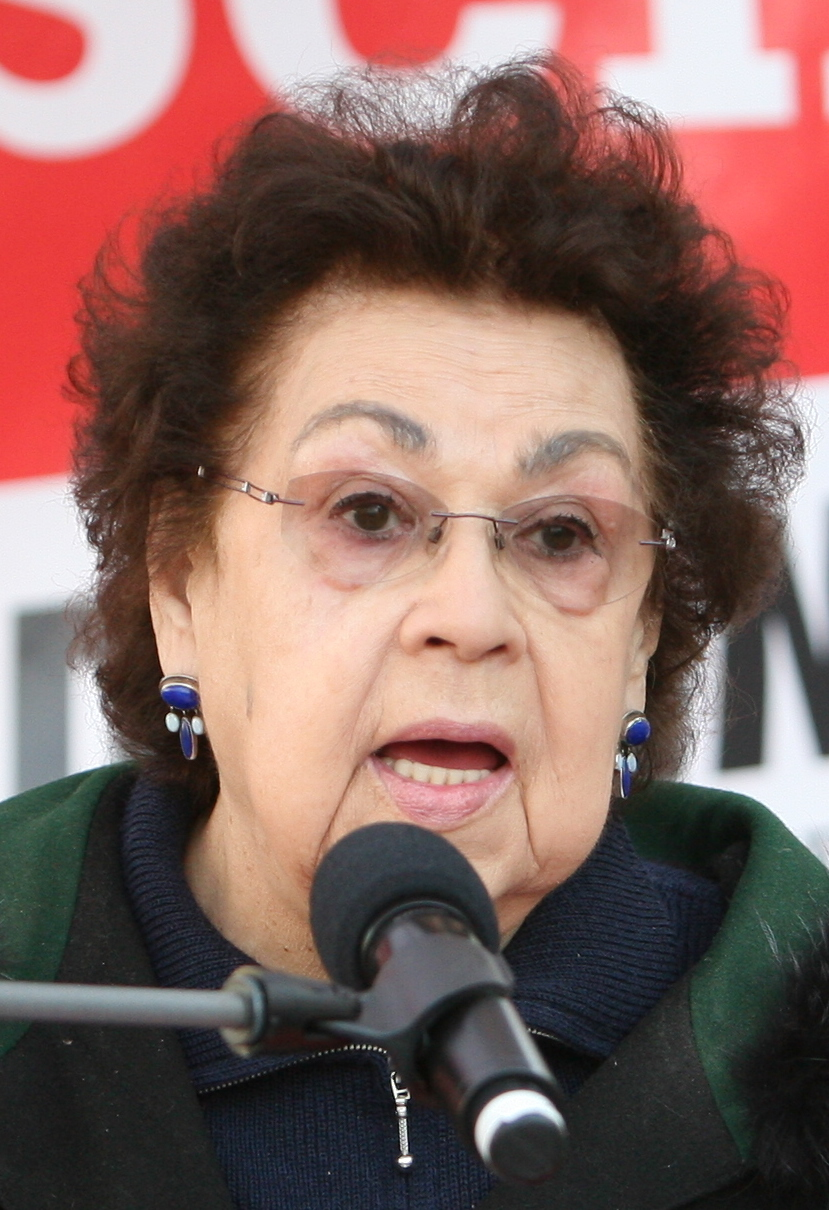
Gisela Steineckert, in Gedenken an die Bücherverbrennung der Nazis am 10. Mai 1933 auf dem Berliner Bebelplatz beim Lesen gegen das Vergessen, 2017

Gisela Steineckert (* 13. Mai 1931 in Berlin) ist eine deutsche Schriftstellerin und  Zensur-Lektorin. Sie wurde besonders durch Liedtexte wie Als ich fortging bekannt. Gisela Steineckert war Präsidentin des Komitees für Unterhaltungskunst der DDR und Zensorin für Liedtexte in den 1980er Jahren.

## Leben und Wirken

### Kindheit und Ausbildungen
Gisela Steineckert wurde als zweites von vier Kindern eines Dienstmädchens und eines Schneiders in Berlin geboren und wuchs dort unter ärmlichen Verhältnissen auf. Im Zweiten Weltkrieg wurde sie nach Österreich evakuiert und besuchte dort eine Volksschule.
1946 kehrte Gisela Steineckert nach Berlin zurück und arbeitete zunächst als Sozialhelferin in Kindergärten. Später machte sie eine kaufmännische Lehre und arbeitete als Sprechstundenhilfe.

### Freischaffende Autorin
Seit 1957 war Gisela Steineckert mit kurzen Unterbrechungen freischaffend tätig. 1962 bis 1963 war sie Kulturredakteurin bei dem Satire-Magazin Eulenspiegel.
1965 war Gisela Steineckert Mitbegründerin des Oktoberklubs und der Singebewegung der DDR (Mutter des Oktoberklubs), in der sie als Mentorin auch einen Einfluss auf junge Künstler wie Kurt Demmler ausübte (bis 1973).
In den 1970er Jahren unterrichtete sie im Zirkel schreibender Tschekisten des Ministeriums für Staatssicherheit und führte „vertrauliche Gespräche“ mit hauptamtlichen Mitarbeitern des MfS.
Nach der Ausbürgerung von Wolf Biermann 1976 lehnte sie eine Unterschrift unter die Protestresolution dagegen ab, äußerte sich aber auch nicht öffentlich zustimmend dazu.

### Komitee für Unterhaltungskunst
Gisela Steineckert wurde 1979 Mitglied des Komitees für Unterhaltungskunst der DDR und Vorsitzende von dessen Arbeitskreis Liedermacher/Chanson und war auch Mitglied des Zentralen Lektorats beim Staatlichen Komitee für Rundfunk der DDR.
Sie war in dieser Zeit die verantwortliche Zensorin für Liedtexte, auch von Rock- und Popmusik (Oberzensorin). Ihre Autorität war so groß, dass ihre Einschätzungen von SED-Chefideologe Kurt Hager und Kulturminister Hoffmann in der Regel ohne weiteres Nachprüfen akzeptiert wurden.
Sie bewertete zum Beispiel die ersten Texte der Rockband Pankow negativ, während sie das Liederduo Görnandt & Rönnefarth erfolgreich gegen die Ablehnung des MfS, der SED-Bezirksleitung und des Rates des Bezirkes Gera unterstützen konnte.
1984 wurde Gisela Steineckert Präsidentin des Komitees für Unterhaltungskunst. 1987 erteilte sie dem erfolgreichen Liedtexter und Liedermacher Kurt Demmler nach einem Streit Hausverbot für den Rundfunk der DDR, was für diesen erhebliche Einschränkungen mit sich brachte.

### Nach 1990
Ab 1990 veröffentlichte Gisela Steineckert weitere Bücher und Artikel.

### Weitere Mitgliedschaften
- Schriftstellerverband der DDR, ab 1965 im Bezirksvorstand Berlin, spätestens 1977 stellvertretende Vorsitzende des Bezirksvorstandes
- Sozialistische Einheitspartei Deutschlands (SED)
- Demokratischer Frauenbund Deutschlands (DFD), später Präsidiumsmitglied, seit 1990  (ehrenamtliche) Vorsitzende des Demokratischen Frauenbundes e. V.

### Persönliches
Gisela Steineckert lebt in Berlin-Mitte.
Sie war dreimal verheiratet. Aus der ersten Ehe stammt die Schriftstellerin Kirsten Steineckert.
Danach war sie kurzzeitig mit dem Lyriker Heinz Kahlau verheiratet, mit dem sie einige Texte gemeinsam veröffentlichte. Zuletzt war sie bis 2016 mit Wilhelm Penndorf verheiratet, dem ehemaligen Chefredakteur für Musik beim Rundfunk der DDR.

## Schriftstellerisches Schaffen
Gisela Steineckert wurde vor allem durch zahlreiche Liedtexte für Schlager, Chansons, Kinderlieder und Rockmusik für verschiedene Interpreten bekannt. Am erfolgreichsten wurde 1987 Als ich fortging für die Rockband Karussell. Außerdem veröffentlichte sie Gedichtbände, Kurzprosa und Briefe (als Herausgeberin), und arbeitete an Filmen der DEFA mit.
Sie publizierte auch in verschiedenen Zeitungen und Zeitschriften der DDR.
Nach 1990 schrieb sie unter anderem für die linke Tageszeitung junge Welt und gehörte zu den ständigen Autoren der linkssozialistischen Zeitschrift RotFuchs.
Einige ihrer Veröffentlichungen für Frauen wurden geschätzt

„(...) und Frauen vor allem fühlen sich davon angesprochen, wie sie mit Witz und Verstand zwischenmenschliche Beziehungen untersucht und darstellt. Vielfältig sind ihre Ausdrucksformen; sie sagt, es gebe außer dem Roman keine literarische Form, in der sie sich nicht versucht habe. Am bekanntesten ist sie als Lyrikerin – klare, unverschnörkelte, aber feinfühlige und tiefgründige Gedichte und Lieder sind ihr Markenzeichen.“

Ihre Erinnerungsbände von 2016 und 2021 lösten dagegen einige Kritik aus, vor allem wegen einer vorgeworfenen Geschichtsverklärung und ihrer einseitigen Sicht auf die DDR.

„Ich habe eine andere DDR erlebt, als sie mir von genervten Bürgern der DDR geschildert wurde.“

## Schriften
- Alt genug um jung zu bleiben. Das Neue Berlin, Berlin 2006.
- Aus der Reihe tanzen. Ach Mama. Ach Tochter. Verlag Neues Leben, Berlin 1992.
- Brevier für Verliebte. Verlag Neues Leben, Berlin 1972.
- Briefe 1961–1983. Verlag Neues Leben, Berlin 1984.
- Das Schöne an den Frauen. Das Neue Berlin, Berlin 1999.
- Das Schöne an den Männern. Das Neue Berlin, Berlin 1998, ISBN 3-360-01232-1.
- Das Schöne an der Liebe. Das Neue Berlin, Berlin 2000
- Der Mann mit der goldenen Nase. (gemeinsam mit Arndt Bause) Das Neue Berlin, Berlin 1986, ISBN 3-360-00949-5.
- Die blödesten Augenblicke meines Lebens. Verlag Neues Leben, Berlin 1996.
- Eines schönen Tages. Erinnerungen, (Autobiografie). Verlag Neues Leben, Berlin 2016
- Einfach Zuneigung. 22 Beispiele in Prosa. Verlag Neues Leben, Berlin 1986.
- Er hat gesagt. EheDialoge. Verlag Neues Leben, Berlin 1993.
- Erkundung zu zweit. Verlag Neues Leben, Berlin 1974.
- Erster Montag im Oktober. Gedichte. Verlag Neues Leben, Berlin 1986.
- Gedichte. Poesiealbum Nr. 199, Verlag Neues Leben, Berlin 1984.
- Gesichter in meinem Spiegel. Porträts. Verlag Neues Leben, Berlin 1977.
- Ich umarme dich in Eile. Briefe an Frauen. Verlag Neues Leben, Berlin 1992.
- Langsame Entfernung Gedanken, Gedichte und Voraussichten. Verlag Neues Leben, Berlin 2021 ISBN 978-3-355-01899-9.
- Laß dich erinnern. Lieder. Verlag Neues Leben, Berlin 1987.
- Lieber September. Gedichte. Verlag Neues Leben, Berlin 1981.
- Liebesgedichte. (Hrsg. G. Steineckert), Volk und Welt, Berlin 1962.
- Liederbriefe. Henschel-Verlag, Berlin 1984. ISBN 978-3-362-00372-8
- Mehr vom Leben. Gedichte. Verlag Neues Leben, Berlin 1983.  ISBN 978-3-355-00714-6
- Musenkuß und Pferdefuß. Verse, vorwiegend heiter. (Hrsg. G. Steineckert), Verlag Neues Leben, Berlin 1964.
- Nachricht von den Liebenden. Gedichte und Photos. (Hrsg. G. Steineckert), Aufbau-Verlag, Berlin 1964.
- Neun-Tage-Buch. Die X. Weltfestspiele. (gemeinsam mit Joachim Walther), Verlag Neues Leben, Berlin 1974.
- Nun leb mit mir. Weibergedichte. Verlag Neues Leben, Berlin 1976, ISBN 978-3-355-00269-1
- Presente. Gedichte. Verlag Neues Leben, Berlin 1988. ISBN 978-3-355-00672-9
- Und dennoch geht es uns gut. Briefe 1992–1998. Das Neue Berlin, Berlin 1998, ISBN 978-3-360-00866-4.
- ... und mittendrin das dumme Herz. Das Neue Berlin, Berlin 2005, ISBN 3-360-01269-0.
- Unsere schöne Zeit mit dem bösen Rudi. Verlag Volk und Wissen, Berlin 1988, ISBN 3-06-272780-2.
- Veronika Fischer, diese Sehnsucht nach Wärme. Das Neue Berlin, 2001, ISBN 978-3-360-00956-2
- Vor dem Wind sein. Lieder. Verlag Neues Leben, Berlin 1980.
- Wie ein Waisenkind. Fernseh-Erzählung. Eulenspiegel-Verlag, Berlin 1970.
- Wild auf Hoffnung. Verlag Neues Leben, Berlin 1990. ISBN 978-3-355-01056-6
- Wegen damals und heute. Verlag Neues Leben, Berlin 2024, ISBN 978-3-355-01917-0.

## Weitere Werke

### Filmografie
- 1961: Steinzeitballade
- 1962: Auf der Sonnenseite (1961)
- 1968: Leben zu zweit
- 1972: Die sieben Affären der Doña Juanita (Liedtexte)
- 1974: Liebe mit 16
- 1976: Hostess
- 1977: El Cantor (Liedtexte)
- 1979: Marta, Marta (Fernsehfilm)
- 1987: Eifersucht (Liedtexte)
- 1988: Mensch, mein Papa (Liedtexte)

### Hörspiele
- 1971: Die Vorschrift, Kurzhörspiel, Regie: Fritz Göhler
- 1972: Bezeugt und protokolliert: Kreis Weißwasser, Regie: Joachim Staritz
- 1973: Die letzte Seite im Tagebuch, Regie: Günther Rücker
- 1976: Der erste Eindruck von Liebe, Regie: Barbara Plensat
- 1977: Nina, Regie: Barbara Plensat

## Auszeichnungen
- 1962: Literaturpreis des FDGB
- 1977: Heinrich-Heine-Preis des Ministeriums für Kultur der DDR
- 1979: Hanns-Eisler-Preis
- 1981: Vaterländischer Verdienstorden in Bronze
- 1985: Kunstpreis des FDGB
- 1987: Literaturpreis des DFD
- 1987: Nationalpreis der DDR für Kunst und Literatur II. Klasse